# Tiberios (Sohn des Maurikios)
Tiberios (altgriechisch Τιβέριος, lateinisch Tiberius; * nach 583 in Konstantinopel; † 27. November 602 in Chalcedon) war ein oströmischer Prinz.
Tiberios war der zweitälteste Sohn des oströmischen Kaisers Maurikios und der Constantina. Als sein älterer Bruder Theodosios 590 zum Augustus befördert wurde, könnte der Caesar-Titel auf Tiberios übergegangen sein. Im Testament des Maurikios von 597, das in Anlehnung an die Tetrarchie eine Herrschaftsteilung zwischen Ost- und Westrom vorsah, war Tiberios als Kaiser des Westens mit der Residenz Rom vorgesehen, während Theodosios über den Osten herrschen sollte.
Nach dem Sturz des Maurikios 602 ließ dessen Nachfolger Phokas den Tiberios zusammen mit seinem Vater und seinen jüngeren Brüdern Petros, Paulos, Justin und Justinian umbringen. Ob Theodosios die Flucht an den Hof des persischen Großkönigs Chosrau II. gelang, ist unsicher.